# Novoamvrossiïvske
Novoamvrossiïvske (ukrainien : Новоамвросіївське, russe : Новоамвросиевское) est une commune urbaine de l'oblast de Donetsk, en Ukraine. Elle dépend du raïon de Donetsk et de la communauté urbaine de la ville de Amvrossiïvka. Elle compte 2 119 habitants en 2021.

## Géographie
La commune se situe au sud-est de la rivière Krynka, et au nord des sources du petit fleuve côtier Mokriï Elantchik, qui prend sa source juste au sud, dans la ville voisine d'Amvrossiïvka. Elle se trouve à 55 km au sud-est de la ville de Donetsk.